# Coq de Decaris
Le Coq de Decaris est une courte série de deux timbres français d'usage courant, reprise ensuite sur un timbre unique.
Le premier timbre circule de 1962 à 1966, le second de 1965 à 1968. Le timbre plus récent est émis en 2008

## Histoire
Après le Coq d'Alger, il s'agit de la deuxième série de timbres d'usage courant figurant le Coq gaulois. Le coq est toutefois repris sur des timbres préoblitérés.
Le Coq de Decaris remplace la Marianne dessinée par le même artiste. Il est lui-même remplacé par la Marianne de Cheffer.

## Description
Le timbre est dessiné et gravé par Albert Decaris. Il est imprimé en taille-douce rotative par feuilles de 100. Dentelé 13, il mesure 20 × 24 mm.
| Valeur faciale | Couleur               | Émission   | Retrait    | Remarques              |
| -------------- | --------------------- | ---------- | ---------- | ---------------------- |
| 0,25 F         | bleu, rouge et brun   | 12/03/1962 | 17/09/1966 | tirage : 1 500 000 000 |
| 0,30 F         | vert, rouge et bistre | 18/01/1965 | 06/07/1968 |                        |

Les deux valeurs sont destinées à l'affranchissement des lettres simples, les tarifs postaux étant modifiés le 18 janvier 1965. Un rare tirage de luxe du 0,25 F existe, sur papier devenant jaune d'or fluorescent lorsqu'il est exposé aux ultraviolets.
Le dessin de Decaris est repris en 2008 pour un timbre autocollant imprimé en héliogravure.
| Valeur faciale | Couleur             | Émission   | Retrait | Remarques                   |
| -------------- | ------------------- | ---------- | ------- | --------------------------- |
| 0,55 €         | bleu, rouge et brun | 10/11/2008 |         | vendu à 700 000 exemplaires |